# Šajdíkove Humence
Šajdíkove Humence est un village de la région de Trnava, en Slovaquie.

## Histoire
La première mention écrite du village date de 1926.

## Démographie

### Évolution de la population
| Année:               | 1994. | 2004.   | 2014.   | 2024.   |
| -------------------- | ----- | ------- | ------- | ------- |
| Nombre de personnes: | 1060  | 1115    | 1113    | 1089    |
| Différence:          |       | +5,18 % | -0,17 % | -2,15 % |

| Année:               | 2023. | 2024.   |
| -------------------- | ----- | ------- |
| Nombre de personnes: | 1095  | 1089    |
| Différence:          |       | -0,54 % |